# Bronwenia
Bronwenia là một chi thực vật có hoa trong họ Malpighiaceae.

## Loài
Chi Bronwenia gồm các loài: